# Slackline
Slackline eller slacklining er en forholdsvis ny sport og balanceleg, som dyrkes ved at balancere og udføre tricks på en løst opspændt nylon line, som er udspændt mellem to punkter. Sporten udsprang fra klatre-miljøet omkring Yosemite Valley i Californien, USA i starten af 1980.
| Sport | Spire Denne artikel om sport er en spire som bør udbygges. Du er velkommen til at hjælpe Wikipedia ved at udvide den. |